# Боскония
Боскония (исп. Bosconia) — город и муниципалитет на северо-востоке Колумбии, на территории департамента Сесар.

## История
Поселение из которого позднее вырос город было основано 20 августа 1958 года. Муниципалитет Боскония был образован в 1979 году.

## Географическое положение

Муниципалитет Боскония

Город расположен в северо-западной части департамента, на расстоянии приблизительно 84 километров к юго-западу от Вальедупара, административного центра департамента. Абсолютная высота — 114 метров над уровнем моря.

Муниципалитет Боскония граничит на севере с муниципалитетом Эль-Копей, на юге — с муниципалитетом Эль-Пасо, на востоке — с муниципалитетом Вальедупар, на западе — с территорией департамента Магдалена. Площадь муниципалитета составляет 609 км².

## Население
По данным Национального административного департамента статистики Колумбии, совокупная численность населения города и муниципалитета в 2012 году составляла 35 361 человека.
Динамика численности населения муниципалитета по годам:
| 2005   | 2006   | 2007   | 2008   | 2009   | 2010   | 2011   | 2012   |
| ------ | ------ | ------ | ------ | ------ | ------ | ------ | ------ |
| 30 885 | 31 548 | 32 188 | 32 827 | 33 464 | 34 099 | 34 734 | 35 361 |

Согласно данным переписи 2005 года мужчины составляли 50,9 % от населения Босконии, женщины — соответственно 49,1 %. В расовом отношении белые и метисы составляли 99,6 % от населения города; негры, мулаты и райсальцы — 0,3 %, индейцы — 0,1 %.
Уровень грамотности среди всего населения составлял 80,5 %.

## Экономика
62,1 % от общего числа городских и муниципальных предприятий составляют предприятия торговой сферы, 32,8 % — предприятия сферы обслуживания, 4,6 % — промышленные предприятия, 0,5 % — предприятия иных отраслей экономики.